# Hyphilaria orsedice
Hyphilaria orsedice är en fjärilsart som beskrevs av Frederick DuCane Godman 1903. Hyphilaria orsedice ingår i släktet Hyphilaria och familjen Riodinidae. Inga underarter finns listade i Catalogue of Life.